# Gonzalo Peillat
Gonzalo Peillat (Buenos Aires, 12 de agosto de 1992) es un jugador de hockey sobre césped argentino nacionalizado alemán. Se desempeña como defensor y se destaca por ser un gran lanzador de córner corto.
Fue integrante de la selección argentina entre 2011 y 2019, etapa en la que marcó 176 goles en 153 partidos. En 2014 fue elegido mejor jugador joven del mundo por la Federación Internacional de Hockey. Obtuvo la medalla de oro con Argentina en los Juegos Olímpicos de Río de Janeiro 2016 y la medalla de plata con Alemania en los Juegos Olímpicos de París 2024. Consiguió también el tercer puesto en el Campeonato Mundial 2014 y la medalla de oro en los Juegos Panamericanos de 2015.
Tras pasar tres años sin jugar en el seleccionado argentino, Peillat se nacionalizó alemán y comenzó a disputar partidos para Alemania en marzo de 2022. Con el seleccionado alemán se consagró campeón de la Copa Mundial de 2023.

## Carrera deportiva
Nacido el 12 de agosto de 1992, es hijo de Emilio Peillat y de Laura Berthold, ambos vinculados al hockey, ya que él era entrenador de ella en el club Mitre. Peillat desarrolló interés por ese deporte y a los cuatro años comenzó a jugar en ese club, primero como delantero, luego como medio y, finalmente, por su visión de juego, como defensor.
Surgió de la cantera de Mitre, con el que se consagró campeón del Torneo Metropolitano en 2010 y para el que jugó cuando fue elegido jugador más valioso de la temporada 2012. Seguidamente, a los diecinueve años, se convirtió en el jugador de hockey más joven en disputar los Juegos Olímpicos con Argentina. La razón de convocar a un por entonces juvenil fue que Pablo Lombi creía que supliría las falencias del equipo en la ejecución del córner corto, una de las especialidades de Peillat.
En 2014, luego de haber debutado en la Hockey India League con los Kalinga Lancers, fue contratado por el HGC de la Hoofdklasse Hockey de los Países Bajos. Dos años después fichó con el Mannheimer HC de la Feldhockey Bundesliga de Alemania, equipo con el que ganó el título local en las temporadas 2016-17 y 2023-24.
Entre 2015 y 2017, Peillat regresó a la Hockey India League para actuar con los Kalinga Lancers y los Uttar Pradesh Wizards durante los recesos invernales en Países Bajos y Alemania. En 2018 jugó en el Terengganu de la Liga Hoki Malaysia y en 2021 en el Mohammedan Sporting Club de la Premier Division Hockey League de Bangladesh. Con la reactivación en 2024 de la Hockey India League tras siete años de inactividad, Peillat volvió al país asiático durante el receso invernal europeo para incorporase al Hyderabad Toofans.

## Palmarés

### Campeonatos nacionales
| Título                         | Club          | Año     |
| ------------------------------ | ------------- | ------- |
| Torneo Metropolitano de Hockey | Mitre         | 2012    |
| Bundesliga de Hockey           | Mannheimer HC | 2016–17 |
| Liga Hoki Malaysia             | Terengganu    | 2018    |
| Bundesliga de Hockey           | Mannheimer HC | 2023–24 |

### Campeonatos internacionales
| Título                         | País      | Año  |
| ------------------------------ | --------- | ---- |
| Campeonato Panamericano Junior | Argentina | 2012 |
| Campeonato Sudamericano        | Argentina | 2013 |
| Copa Panamericana              | Argentina | 2013 |
| Juegos Suramericanos           | Argentina | 2014 |
| Juegos Panamericanos           | Argentina | 2015 |
| Juegos Olímpicos               | Argentina | 2016 |
| Copa Panamericana              | Argentina | 2017 |
| Copa Mundial                   | Alemania  | 2023 |
| Campeonato Europeo             | Alemania  | 2025 |

## Vida personal
Está casado con la jugadora de hockey Florencia Habif, quien en 2014 fue elegida mejor jugadora joven del mundo por la Federación Internacional de Hockey.

## Premios y distinciones
- 2014 - Mejor Jugador Joven del Mundo de la FIH

- Olimpia de plata (2014)[20]

- Olimpia de plata (2015)[21]

- Olimpia de plata (2016)[22]

- Olimpia de plata (2017)[23]

- Olimpia de plata (2018)[24]